# Kirpitxni Zavod
Kirpitxni Zavod (en rus: Кирпичный Завод) és un poble de l'óblast de Vladímir, a Rússia, segons el cens del 2010 tenia 83 habitants. Pertany al districte municipal de Iúriev-Polski.